# Microregiunea Pilisvörösvár
Microregiunea Pilisvörösvár (în maghiară Pilisvörösvári kistérség) a fost o microregiune statistică (kistérség) din județul Pest, Ungaria.
Cu o populație de 69.908 locuitori și o suprafață de 245,42 km2, aceasta a existat până în 2014, când în Ungaria, microregiunile ”kistérségek” au fost înlocuite de districte (járások).